# Håkan Karlsson
Håkan Karlsson (* 30. Juli 1958 in Mellerud) ist ein ehemaliger schwedischer Radrennfahrer und nationaler Meister im Radsport.

## Sportliche Laufbahn
Karlsson war Teilnehmer der Olympischen Sommerspiele 1980 in Moskau.
In Moskau startete er im Mannschaftszeitfahren und belegte gemeinsam mit Bengt Asplund, Mats Gustafsson und Anders Adamsson den 12. Rang. 1979 startete er für die Nationalmannschaft in der Rheinland-Pfalz-Rundfahrt und belegte dort den 7. Platz der Gesamtwertung. 1980 wurde er nationaler Meister in der Mannschaftswertung des Einzelzeitfahrens und Zweiter im Mannschaftszeitfahren bei den Meisterschaften der Nordischen Länder. 1981 gewann er eine Etappe der Marokko-Rundfahrt.  